# Игра в бисер
«Игра́ в би́сер» (нем. Das Glasperlenspiel) — последний и главный роман немецко-швейцарского писателя Германа Гессе (1877—1962), над которым он работал с 1931 по 1942 год (произведение было закончено 29 апреля 1942 года). Впервые роман опубликован 18 ноября 1943 года в цюрихском издательстве «Фретц и Васмут» (Fretz & Wasmuth) в двух томах. В 1946 году Гессе был награждён Нобелевской премией по литературе (в том числе и за это произведение).
Главный герой книги — Йозеф Кнехт. Его титул — Мастер игры (лат. Magister Ludi). Термин Magister Ludi — это каламбур: 'ludus' на латинском языке может означать как «игра», так и «школа». Таким образом, Magister Ludi может означать как «Мастер игры», так и «школьный учитель».
Язык «Игры в бисер» — кульминация комбинации музыки и математики. Роман Гессе — это философское эссе, замаскированное под сюрреалистический роман.

## Сюжет
Действие произведения построено вокруг Ордена интеллектуалов и Педагогического ведомства, расположенного в вымышленной провинции Касталии.
События романа происходят в далёком будущем, при этом повествование ведётся от лица вымышленного историка, который пишет биографию главного героя.
Индустриализованную Европу постигла духовная катастрофа. В то время авторитетность любых суждений перестала подвергаться критической оценке. Об экономике судили артисты, о философии — журналисты. Наука перестала быть серьёзным исследованием. Классическое искусство выродилось в масскульт. Любые публикации стали просто развлечением для читающей публики. Основным жанром стал фельетон — отсюда родилось название «фельетонная эпоха».
Через несколько сот лет после фельетонной эпохи будет создана страна интеллектуалов Касталия. В этой стране проходят долгий цикл обучения специально отобранные лучшие ученики. Определённая часть учеников находится в Касталии на правах временных поселенцев, поскольку образование в её учреждениях очень престижно. Но большинство учеников остаётся в Касталии пожизненно. Эта провинция, отдалённо напоминающая новоевропейский идеал «республики учёных», отдалённо — утопию Платона, управляется коллегией учёных-магистров и подчинена принципу строгой иерархии.
Главным достижением касталийской интеллектуальной жизни является «игра в бисер», давшая заглавие самому произведению. По сути своей, «игра в бисер» представляет собой искусство сочинения метатекста, синтез всех отраслей искусства в одно, универсальное искусство.
В центре романа — легенда об одном из бывших Магистров игры, Йозефе Кнехте. Рассказ начинается с момента призвания совсем юного Йозефа Кнехта в касталийскую школу. Там он, среди прочего, знакомится с другим юношей, Плинио Дезиньори. Имена у персонажей говорящие. «Кнехт» по-немецки — это слуга или раб, а «Дезиньори» — от «сеньор» — господин. Кнехт вынужден вступать в длительные дискуссии с Дезиньори, который по-мальчишески максималистски отрицает важность и значение всего касталийского уклада жизни. Плинио уезжает из Касталии с целью продолжить полноценную жизнь в «настоящем мире», однако клянётся всегда оставаться другом и защитником касталийского мирка.
Возмужавший Кнехт включается в иерархию руководителей Касталии. Вскоре ему поручают важную миссию — наладить контакт между Касталией и бенедиктинским монастырем Мариафельс. В этом монастыре проживает отец Иаков, имеющий большой авторитет в католической церкви, отношения с которой у кастальского братства далеки от идеальных. Кнехт блестяще справляется с этим заданием. В чертах отца Иакова угадывается его прототип — известный швейцарский историк Якоб Буркхардт.
Кнехт поднимается до вершин иерархии и становится Мастером Игры. Но постепенно он приходит к мысли, что интеллектуалы не вправе замыкаться в «башне из слоновой кости», а должны участвовать в реальной жизни. С этой целью Кнехт оставляет свою должность, покидает Касталию, приезжает к своему другу Дезиньори и соглашается стать наставником его сына. Через несколько дней он погибает, утонув в озере. На этом история Йозефа Кнехта заканчивается.
Роман завершает заключительная часть, в которой собраны стихи и три рассказа, написанные Кнехтом во время его обучения в Касталии.

## «Игра в бисер» в литературе
Дмитрий Биленкин к своей фантастической повести «Сила сильных» выбрал эпиграфом цитату из романа «Игра в бисер». Также в повести описывается игра, аналогичная описанной Германом Гессе:

К счастью, символика и установления Игры были всюду одинаковы, Плеяды просто переняли их у землян, поскольку без Игры и её разработанного на Земле метаязыка нельзя сформулировать, тем более решить ни одну сколько-нибудь сложную проблему. Давно, очень давно было замечено внутреннее родство математики, логики, музыки, языка, обнаружена сводимость этих средств описания, выражения, моделирования действительности к единому смысловому ряду, благо, всё это были знаковые системы, сети, в которые человек улавливал мир изменчивых сущностей. Но обобщенный образно-понятийный метаязык, нерасторжимо соединивший науку с искусством, удалось создать лишь к середине четвёртого века третьего мегахрона. Тогда и возникла Игра, как её обычно называли (возможно, то была дань уважения тому древнему писателю, Г. Гессе, который в одном из своих романов придумал нечто похожее, хотя ему самому идея такой Игры сущностями виделась сугубой отвлеченностью от дел практических и насущных).
— Дмитрий Биленкин. Сила сильных

## «Игра в бисер» и богословие
- В ходе повествования герои книги обсуждают работы Иоганна Бенгеля.

## Переводы
Переводы на русский язык:
- Д. Каравкина, В. Розанов (Игра в бисер); 1969 г. — 1 изд.
- С. Апт (Игра в бисер); 1984 г. — 37 изд.

В 2007 году была выпущена аудиокнига (читает: Ирина Ерисанова).